# Braye-sous-Clamecy
Braye-sous-Clamecy, oficialment Braye, és un comú francès a l'arrondissement de Soissons (departament de l'Aisne, regió dels Alts de França). L'any 2007 tenia 119 habitants.
El lloc ha rebut diversos noms, passant des del llatinitzat Braium fins al vacil·lant Bray-sous-Clamecy, que s'ha relacionat amb altres topònims semblants que fan referència a una maresma o un pas fluvial. Bray o braye és un terme francès antic que significa "terra humida", "lloc fangós" i "vall". La paraula brai o braye encara es manté viva en certs dialectes de les llengües d'oïl en el sentit de "terra humida".

## Demografia

### Població
El 2007 la població de fet de Braye era de 119 persones. Hi havia 48 famílies, de les quals 8 eren unipersonals (8 dones vivint soles), 16 parelles sense fills, 20 parelles amb fills i 4 famílies monoparentals amb fills.
La població ha evolucionat segons el següent gràfic:

### Habitatges
El 2007 hi havia 48 habitatges, 46 eren l'habitatge principal de la família, 1 era una segona residència i 1 estava desocupat. Tots els 48 habitatges eren cases. Dels 46 habitatges principals, 42 estaven ocupats pels seus propietaris i 4 estaven llogats i ocupats pels llogaters; 2 tenien dues cambres, 8 en tenien tres, 10 en tenien quatre i 26 en tenien cinc o més. 29 habitatges disposaven pel capbaix d'una plaça de pàrquing. A 19 habitatges hi havia un automòbil i a 22 n'hi havia dos o més.

### Piràmide de població
La piràmide de població per edats i sexe el 2009 era:
| Homes | Edats   | Dones |
| ----- | ------- | ----- |
| 0     | 95 o +  | 0     |
| 0     | 90 a 94 | 0     |
| 0     | 85 a 89 | 0     |
| 0     | 80 a 84 | 0     |
| 0     | 75 a 79 | 0     |
| 4     | 70 a 74 | 0     |
| 4     | 65 a 69 | 8     |
| 0     | 60 a 64 | 4     |
| 4     | 55 a 59 | 8     |
| 16    | 50 a 54 | 8     |
| 4     | 45 a 49 | 4     |
| 0     | 40 a 44 | 0     |
| 12    | 35 a 39 | 8     |
| 0     | 30 a 34 | 4     |
| 4     | 25 a 29 | 0     |
| 8     | 20 a 24 | 0     |
| 8     | 15 a 19 | 4     |
| 12    | 10 a 14 | 16    |
| 0     | 5 a 9   | 0     |
| 0     | 0 a 4   | 0     |

## Economia
El 2007 la població en edat de treballar era de 85 persones, 59 eren actives i 26 eren inactives. De les 59 persones actives 42 estaven ocupades (21 homes i 21 dones) i 17 estaven aturades (12 homes i 5 dones). De les 26 persones inactives 10 estaven jubilades, 8 estaven estudiant i 8 estaven classificades com a «altres inactius».
Activitats econòmiques
Dels tres establiments que hi havia el 2007, dos eren d'empreses de construcció i un d'una empresa classificada com a «altres activitats de serveis».
L'únic servei als particulars que hi havia el 2009 era un guixaire pintor.

## Equipaments sanitaris i escolars
El 2009 hi havia una escola elemental.